# Maude Flandersová
Maude Flandersová je fiktivní postava z amerického animovaného seriálu Simpsonovi.
Maude je manželkou Neda Flanderse a matkou jejich dětí Roda a Todda. Je zbožnou křesťankou, která se spolu s manželem snaží nevystavovat své děti popkultuře či liberálnímu vzdělání. Jejím koníčkem je pěstování fíkusů.

## Smrt
Maude umírá tragicky v 11. řadě v díle Kdo ví, kdo ovdoví?, když ji na tribuně při sledování automobilových závodů zasáhne salva triček a ona spadne z výšky několika desítek metrů na zem. Ned posléze na počest Maude postaví v dílu 12. řady Vzhůru do Svatoparku! zábavní park s křesťanskou tematikou.
Tvůrci nechali postavu zemřít z důvodu, že dabérka Maude, Maggie Roswellová, požadovala zvýšení platu kvůli dojíždění z Denveru do Los Angeles. Jelikož tvůrci zvýšení platu Roswellové odmítli, Roswellová se rozhodla seriál opustit, ačkoliv se v roce 2002 k dabování Maude, vyskytující se v seriálu již pouze jako duch ve Speciálních čarodějnických dílech, vrátila. Producent Simpsonových Mike Scully zároveň přiznal, že smrt jedné z postav byla vykonstruována za účelem zvýšení sledovanosti seriálu. Tento přístup se obrátil proti němu, když zavádějící promo k epizodě naznačovalo, že Lenny zemře sražením zbloudilou pneumatikou, což byl gag, který napodoboval skutečnou tragédii, k níž došlo jen o několik měsíců dříve na Lowe's Motor Speedway.
Server Screen Rant zařadil smrt Maude Flandersové na 18. místo seznamu 20 nejsmutnějších momentů ze Simpsonových. Web WhatCulture zařadil Maudino úmrtí na 3. pozici z 22 úmrtí v Simpsonových.